# Flassada

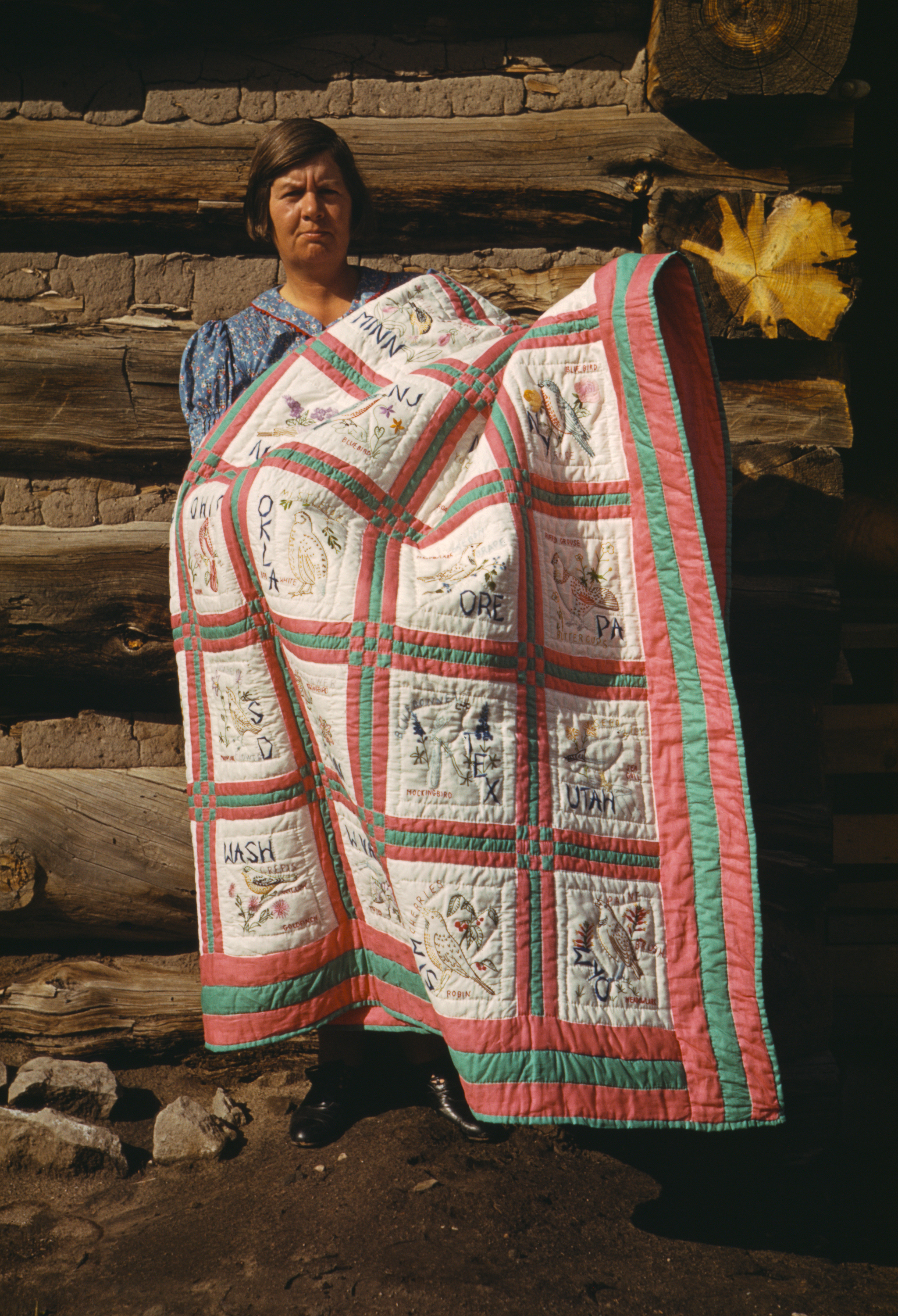
Una manta de labor de retalls brodada amb flors i ocells.

Una manta, flassada, coberta, cobertura, cobrellit, vànova, vànua, i més genèricament tapall o tapament és una peça teixida de llana, cotó o fibres sintètiques, amb lligats i colors diversos, que s'utilitza com a abrigalls, per a protegir-se quan fa fred. Habitualment s'usa com a roba del llit, juntament amb llençols, edredó o cobertor, i cobrellit, o també com a abrigall de viatges.
Atès que serveix per a escalfar, aquest concepte també s'ha aplicat per analogia a un calefactor que consisteix en una resistència elèctrica, en forma de fils entrellaçats com un teixit, que serveix per a escalfar.